# (31652) 1999 HS2
1999 HS2 (asteroide 31652) é um asteroide da cintura principal. Possui uma excentricidade de 0.14818180 e uma inclinação de 2.21606º.
Este asteroide foi descoberto no dia 21 de abril de 1999 por Beijing Schmidt CCD Asteroid Program em Xinglong.